# Jasper Francis Cropsey
Jasper Francis Cropsey (18 de febrero de 1823 – 22 de junio de 1900) fue un importante paisajista estadounidense perteneciente a la Escuela del Río Hudson.

## Primeros años

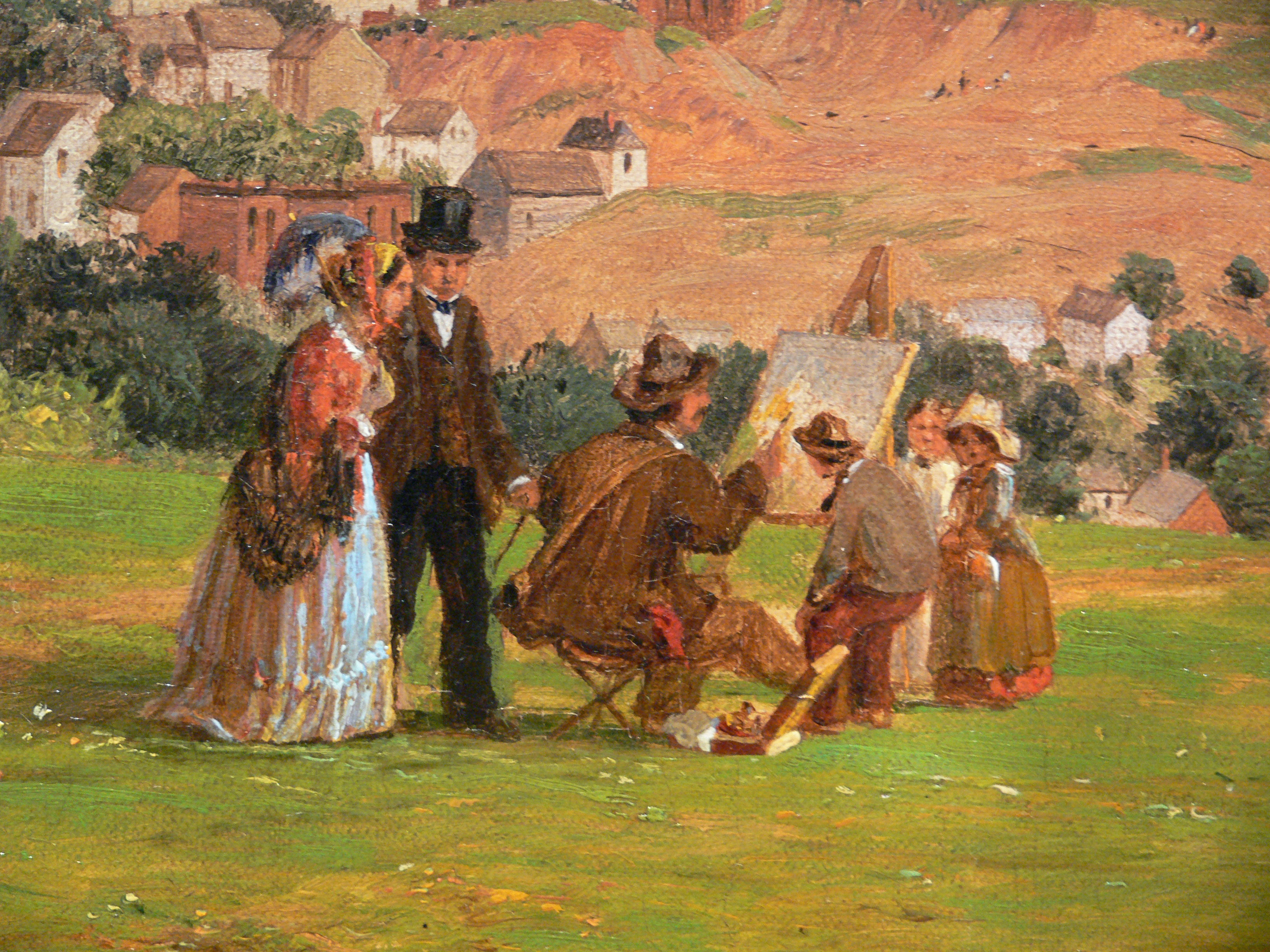
Jasper Francis Cropsey, auto-retrato en The Narrows de Staten Island, detalle

Cropsey nació en la granja de su padre, en Rossville, en Staten Island (Nueva York), siendo el mayor de ocho hijos. Fue un niño enfermizo, así que cuando sus problemas de salud le impedían asistir a la escuela, aprendió a dibujar por sí mismo. Sus primeros dibujos incluyen bocetos arquitectónicos y paisajes, dibujados en cuadernos y en los márgenes de sus libros de texto.

## Vida personal
Cropsey se casó en mayo de 1847 con Maria Cooley —a quien había conocido en una visita a Greenwood Lake— con la que tuvo dos hijas. El padre de Maria, Isaac P. Cooley, fue miembro de la Asamblea General de Nueva Jersey de 1860 a 1861. Cooley se ofreció a costear un estudio a Cropsey, quien rechazó el ofrecimiento. En 1869, Cropsey se construyó un palacete de 29 habitaciones de estilo neogótico —incluyendo un estudio— en Warwick, Nueva York, al que llamó Aladdin. 
Además de vivir en la ciudad de Nueva York, Cropsey pasó largas temporadas en Warwick, hasta que su mansión fue vendida en 1884, año en que alquiló una casa —que compró en 1885— en Hastings-on-Hudson, a la que llamó Ever Rest. El artista vivió en Ever Rest hasta su muerte en 1900, y su esposa también vivió allí hasta su muerte en 1906. Ambos están enterrados en el cementerio de Sleepy Hollow.

## Carrera artística
Formado como arquitecto, Cropsey estableció su propio estudio en 1843, en Nueva York. Estudió acuarela y dibujo en la Academia Nacional de Dibujo, siendo allí donde realizó su primera exposición, en 1844. Un año más tarde fue elegido miembro asociado de dicha institución, y se consagró exclusivamente a la pintura de paisaje. Poco después, participó en una exposición titulada "Composiciones italianas", siendo elegido miembro de pleno derecho de la Academia en 1851.
El matrimonio Cropsey viajó por Europa —en viaje de bodas— entre 1847-1849, visitando Inglaterra, Francia, Suiza e Italia. Fue amigo personal de Henry Philip Tappan —rector de la Universidad de Míchigan— por invitación del cual viajó en 1855 a Ann Arbor, donde realizó dos pinturas: una del Observatorio Detroit y otra del paisaje del campus universitario. Volvió a viajar al extranjero en 1856, residiendo siete años en Londres, donde envió sus cuadros a la Royal Academy of Arts y a la Exposición Universal de Londres (1862). Tras su vuelta a casa en 1849, abrió un estudio en Nueva York, Cropsey fue uno de los fundadores —junto con otros diez artistas— en 1866, de la Sociedad Americana de Pintores de Acuarelas. Cropsey murió en el anonimato, pero fue redescubierto por galeristas y coleccionistas en la década de 1960. Actualmente, varias de sus obras figuran en los más importantes museos norteamericanos y europeos.

### Escuela del Río Hudson
Cropsey formó parte de la primera generación de la llamada Escuela del río Hudson. Como otros miembros de esta escuela, Cropsey consideraba que la pintura del paisaje era la más alta forma del arte, considerando a la naturaleza como una manifestación directa de Dios. También compartía con dicha escuela una vinculación patriótica con la naturaleza de Norteamérica. Cropsey se especializó en los paisajes otoñales del noreste de Estados Unidos, con un espléndido uso del color, idóneo para esta temática. El interés de Cropsey por la arquitectura continuó a lo largo de toda su vida, siendo una importante influencia en su pintura, evidente en la precisión de sus composiciones y en el contorno de las formas.

### Obras
Entre sus obras pictóricas figuran, por orden cronológico:
- Schatacook Mountain, Housatonic Valley, Connecticut -1845- (Museo de Bellas Artes de Boston)
- High Torne Mountain -1850- (Museo de Arte de San Luis)
- El espíritu de la Paz -1851- Woodmere Art Museum
- El espíritu de la Guerra -1851- (Galería Nacional de Arte - Washington)
- Vista del hostal de Catskill Mountain -1855- (Instituto de Artes de Mineápolis)
- The Backwoods of America -1858- (Crystal Bridges Museum of American Art)
- Otoño – en el río Hudson -1860- (Galería Nacional de Arte - Washington)
- Wyoming Valley, Pennsylvania -1864- (Museo Metropolitano de Arte)
- Starrucca Viaduct -1865- (Museo de Arte de Toledo)
- Indian Summer -1866- (Museo Smithsoniano de Arte Americano)
- Lake Wawayanda, Sussex County, New Jersey -1870- (New Britain Museum of American Art)
- El lago Greenwood -1870- (Museo Thyssen-Bornemisza). Existen otras versiones de este tema, como la del año 1875, en el Museo Smithsoniano de Arte Americano
- El monte Washington desde el lago Sebago -1871- (Currier Museum of Art)
- Gray Day on the Esopus -1882- (Museo de Arte de Cleveland)
- Indian Summer -1886-  (Museo Smithsoniano de Arte Americano)
- Greenwood Lake, New Jersey -1897- Colección privada

### Galería de imágenes
Sus obras arquitectónicas incluyen algunas de las típicas brownstones de Manhatan, la —actualmente demolida— estación de la Calle 14 del IRT de la Línea de la Sexta Avenida —también en Manhattan— y la Iglesia Episcopal de san Lucas en Staten Island.

### Colección
En Ever Rest —la casa y estudio de Cropsey en Hastings-on-Hudson— se conserva la mayor colección permanente de sus obras, formada por su bisnieta Barbara Newington. La colección ha estado en exhibición desde 1977, el mismo año en que fue fundada la Newington-Cropsey Foundation.

## Monumentos

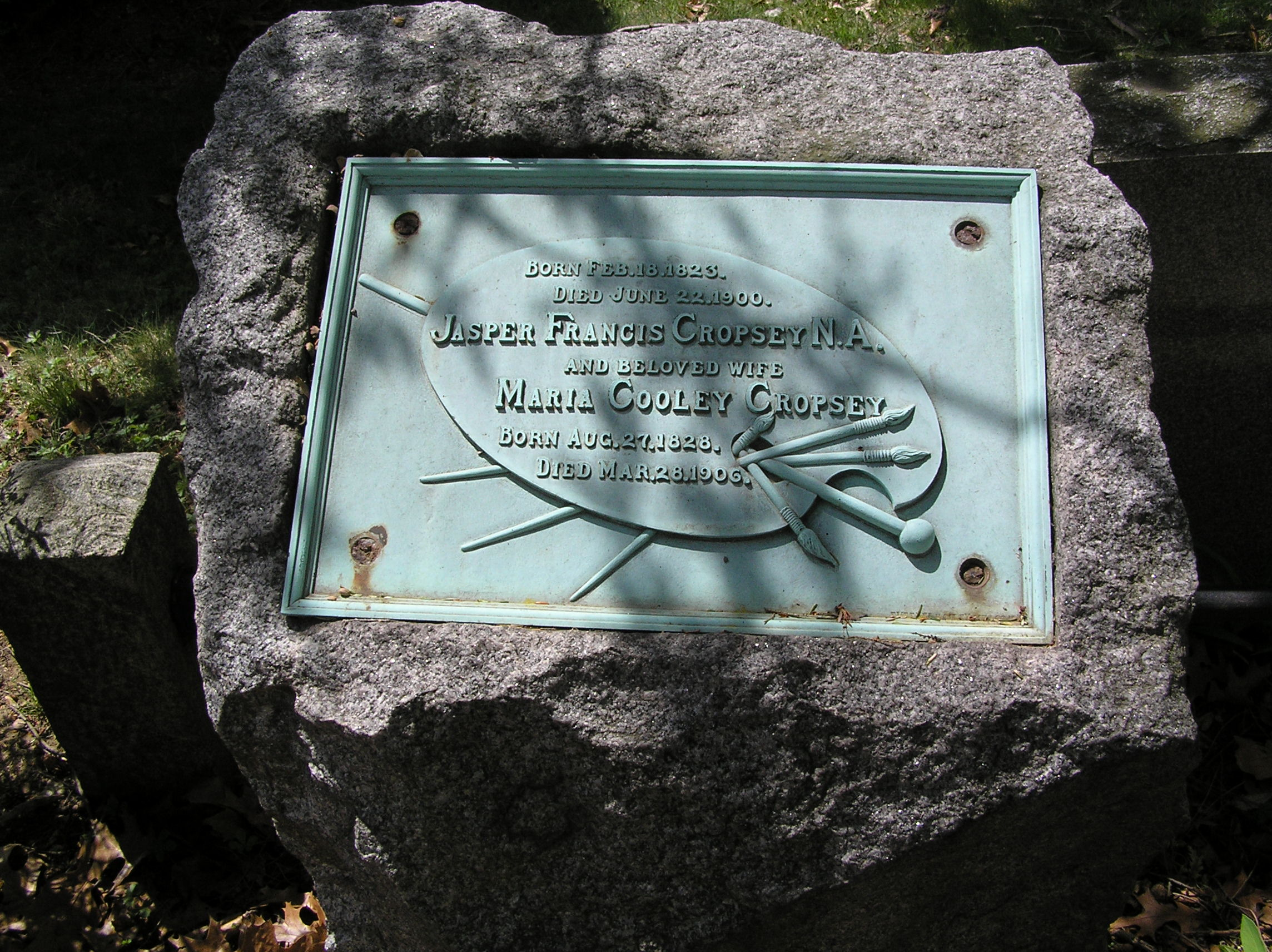
Lápida en el cementerio de Sleepy Hollow
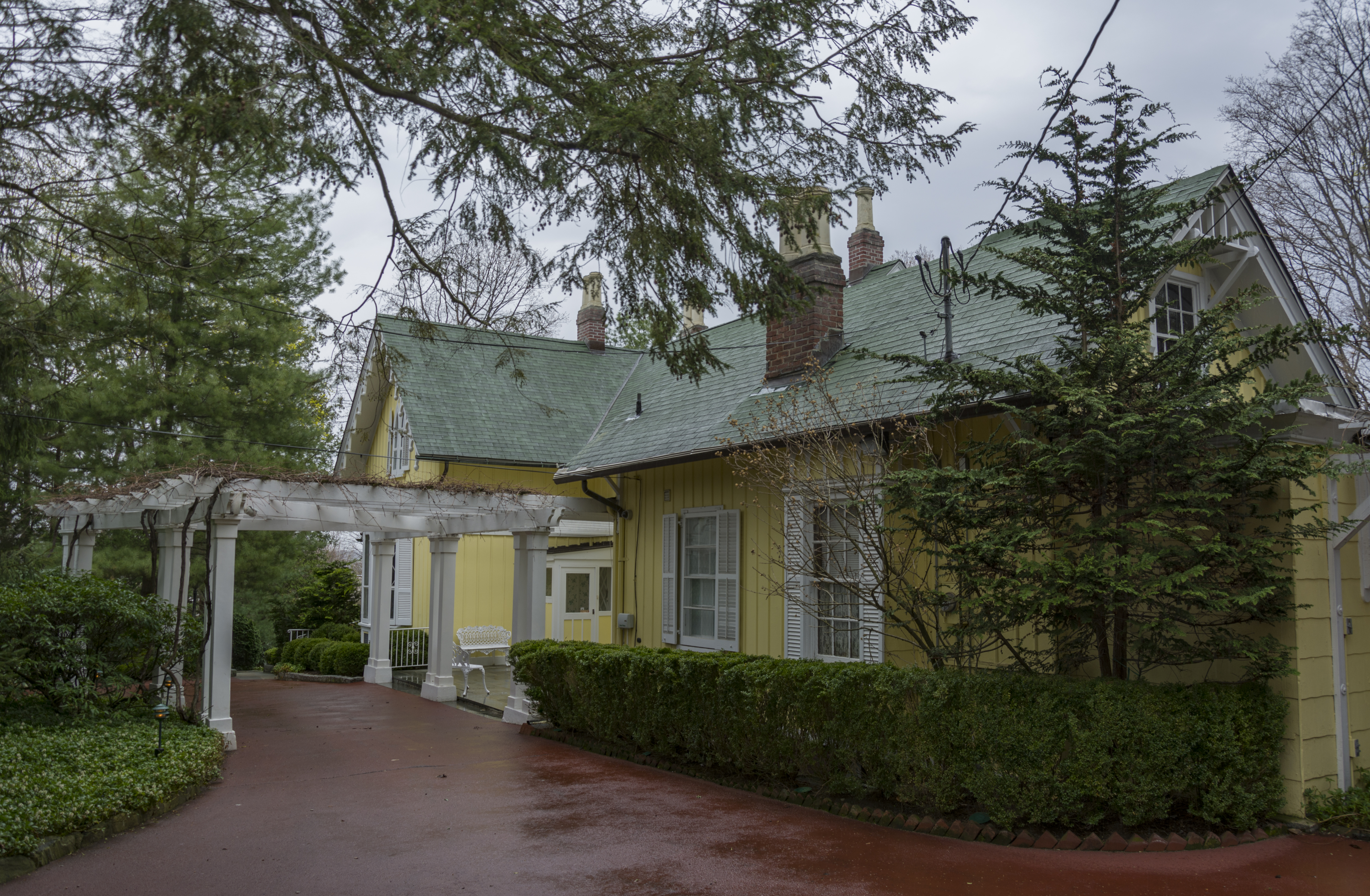
Casa Ever Rest
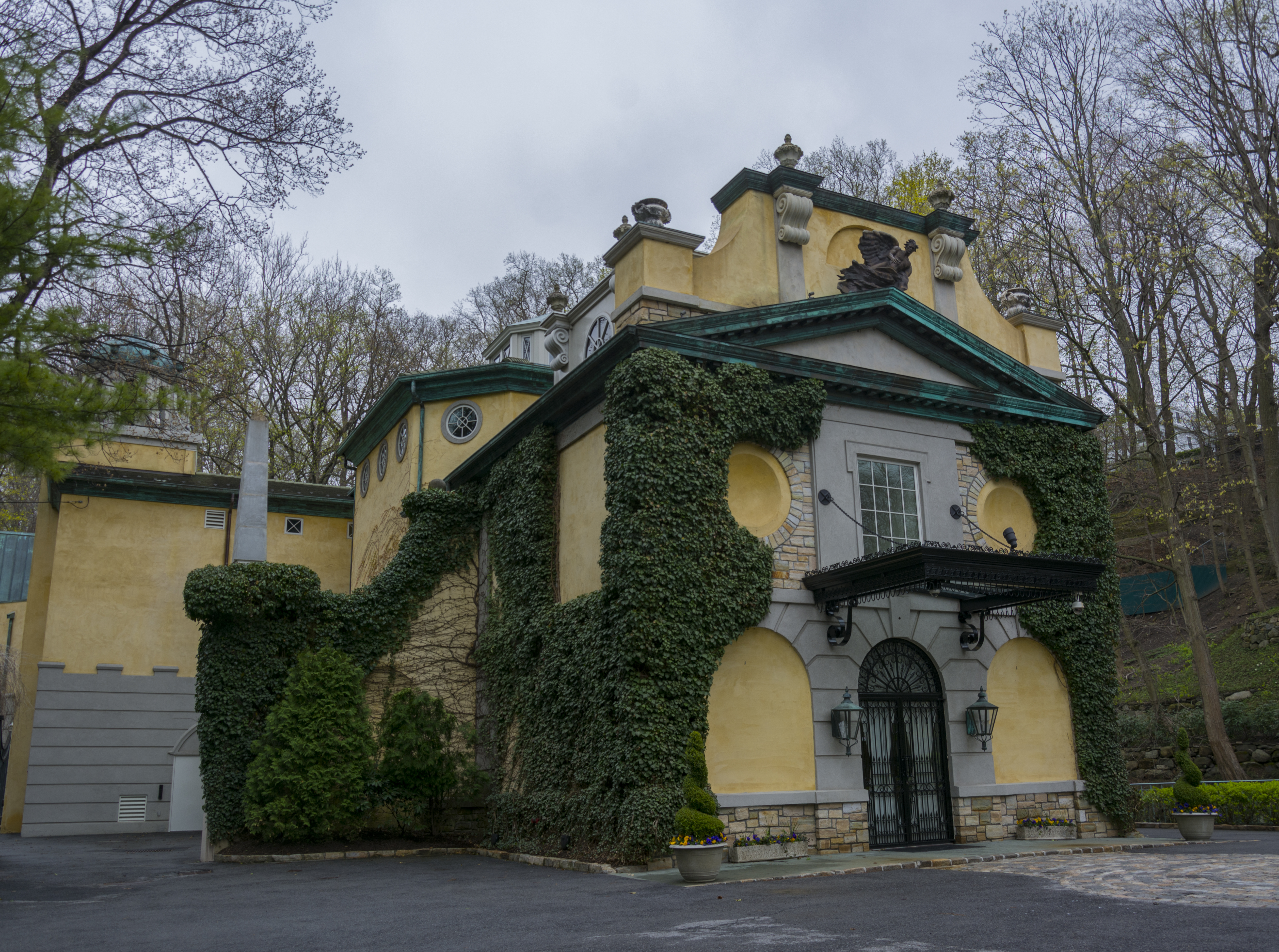
Edificio de la Newington-Cropsey Foundation